# Ptychoglossus vallensis
Ptychoglossus vallensis är en ödleart som beskrevs av  Harris 1994. Ptychoglossus vallensis ingår i släktet Ptychoglossus och familjen Gymnophthalmidae. Inga underarter finns listade i Catalogue of Life.